# Ousmane Diarra (Leichtathlet, 1964)
Ousmane Diarra (* 10. Februar 1964 in Dakar) ist ein ehemaliger französisch-senegalesischer Sprinter und Mittelstreckenläufer, der sich auf die 800-Meter-Distanz spezialisiert hat.

## Sportliche Laufbahn
Erste internationale Erfahrungen sammelte Ousmane Diarra vermutlich im Jahr 1985, als er bei den Afrikameisterschaften in Kairo mit der senegalesischen 4-mal-400-Meter-Staffel in 3:07,94 min gemeinsam mit Amadou Dia Ba, Moussa Fall und Babacar Niang die Bronzemedaille hinter den Teams aus Kenia und Nigeria gewann. 1987 schied er bei der Sommer-Universiade in Zagreb mit 52,29 s in der ersten Runde im 400-Meter-Hürdenlauf aus und im Jahr darauf erreichte er bei den Olympischen Sommerspielen in Seoul das Viertelfinale über 400 Meter und schied dort mit 46,23 s aus. Zudem schied er im Staffelbewerb mit 3:07,19 min im Halbfinale aus. 1989 schied er dann bei den Studentenweltspielen in Duisburg mit 1:53,58 min in der ersten Runde aus. 1994 gewann er für Frankreich startend in 1:47,18 min die Bronzemedaille über 800 Meter bei den Halleneuropameisterschaften in Paris hinter dem Russen Andrei Loginow und Luis Javier González aus Spanien. Im Juli gewann er bei den Spielen der Frankophonie in Bondoufle in 1:50,79 min die Silbermedaille hinter dem Marokkaner Mahjoub Haïda und daraufhin schied er bei den Europameisterschaften in Helsinki mit 1:49,09 min im Vorlauf aus. 1997 gewann er bei den Spielen der Frankophonie in Antananarivo mit der französischen 4-mal-400-Meter-Staffel in 3:07,4 min die Bronzemedaille hinter den Teams aus dem Senegal und Mauritius. 1999 beendete er dann seine aktive sportliche Karriere im Alter von 35 Jahren.
1994 wurde Diarra französischer Meister im 800-Meter-Lauf im Freien sowie 1997 in der Halle.

## Persönliche Bestleistungen
- 400 Meter: 46,23 s, 25. September 1988 in Seoul
- 800 Meter: 1:45,45 min, 15. Juli 1990 in Caorle
  - 800 Meter (Halle): 1:47,18 min, 13. März 1994 in Paris